# Reacción de Frankland-Duppa

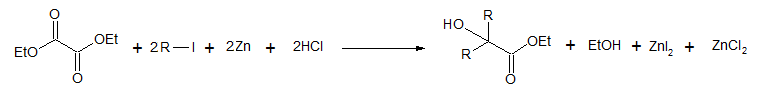
Reacción de Frankland-Duppa.

La Reacción de Frankland-Duppa, (1863) es un método de síntesis orgánica que consiste en la reacción de un éster del ácido oxálico con un yoduro de alquilo, zinc y ácido clorhídrico para formar ésteres α-hidroxicarboxílicos: